# Скот Уестърфийлд
Скот Уестърфийлд (на английски: Scott Westerfeld) е американски композитор и писател на произведения в жанра научна фантастика.

## Биография и творчество
Скот Дейвид Уестърфийлд е роден на 5 май 1963 г. в Далас, Тексас, САЩ. Като дете той се премества в Кънектикът, където баща му работи като компютърен програмист за управление на самолети, подводници и мисии „Аполо“. Завършва колежа „Васар“ с бакалавърска степен по философия през 1985 г. Започва да композира музика като тийнейджър и композира музика за модерен танц. Музикалните му композиции са изпълнявани в танцови продукции както в САЩ и в Европа.
Работи и като призрачен писател за различни автори. Първият му самостоятелен фантастичен роман „Polymorph“ е публикуван през 1997 г. Романът му „Evolution's Darling“ от 2000 г. е удостоен с наградата „Филип К. Дик“. Първите му романи са за възрастни, но след това с поредицата „Среднощните“ се насочва към литературата за юноши.
През 2005 г. е издаден първият му роман „Грозните“ от едноименната фантастична поредица. Главната героиня Толи е родена грозна, но на 16-ия си рожден ден ще претърпи операция, която ще я превърне в изумително красива и ще бъде изстреляна във високотехнологичния рай, където единственото задължение на обитателите му е да се забавляват. Но нейната приятелка Шай бяга от тази перспектива и Толи е поставена в ситуация да избира дали стане красива или да предаде Шай. Книгата става бестселър и го прави известен.
През 2009 г. е издаден първият му роман „Левиатан“ от едноименната поредица. Сюжетът е алтернативна история разположена през Първата световна война. Главните герои Алек и Дерин са врагове във войната, но общите им цели ги обричат да бъдат заедно. Книгата е фантастичен сблъсък на технологията и биоинженерството.
Заедно с кариерата си на писател и композитор той е създал множество образователни софтуерни програми за деца.
През 2001 г. се жени за австралийската писателка на фентъзи Джъстин Ларбалестие.
Скот Уестърфийлд живее със семейството си в Сидни и Ню Йорк.

## Произведения

### Самостоятелни романи
- Polymorph (1997)
- Fine Prey (1998)
- Evolution's Darling (2000) – награда „Филип К. Дик“
- So Yesterday (2004)
- Afterworlds (2014)
- Impostors (2018)

### Серия „Приемственост“ (Succession)
1. The Risen Empire (2003)
2. The Killing of Worlds (2003)

### Серия „Среднощните“ (Midnighters)
1. The Secret Hour (2004)
2. Touching Darkness (2005)
3. Blue Noon (2006)

### Серия „Грозните“ (Uglies)
1. Uglies (2005)
Грозните, изд.: ИК „Пан“, София (2011), прев. Анелия Янева
2. Pretties (2005)
Красивите, изд.: ИК „Пан“, София (2011), прев. Анелия Янева
3. Specials (2006)
4. Extras (2007)

- Bogus to Bubbly (2008) – документална

### Серия „Писъци“ (Peeps)
1. Peeps (2005) – издаден и като „Parasite Positive“
2. The Last Days (2006)

### Серия „Левиатан“ (Leviathan)
1. Leviathan (2009) 
Левиатан, изд.: „Артлайн Студиос“, София (2012), прев. Майре Буюклиева
2. Behemoth (2010)
Бегемот, изд.: „Артлайн Студиос“, София (2014), прев. Александър Драганов
3. Goliath (2011)
Голиат, изд.: „Артлайн Студиос“, София (2015), прев. Александър Драганов

- The Manual of Aeronautics (2012) – документална

### Серия „Следващите светове“ (Afterworlds)
1. Afterworlds (2014)
2. How to Write YA (2015)

### Серия „Нулевите“ (Zeroes) – с Марго Ланаган и Дебора Бианкоти
1. Zeroes (2015)
2. Swarm (2016)
3. Nexus (2018)

### Серия „Разливна зона“ (Spill Zone) – графични романи
1. Spill Zone (2017)
2. The Broken Vow (2018)

### Новели
- Stupid Perfect World (2012)

### Разкази
- The Movements of Her Eyes (2000)
- All Is Not Lost (2000)
- Non-Disclosure Agreement (2001)
- The Children in Society (2002)
- Unsportsmanlike Conduct (2003)
- That Which Does Not Kill Us (2003)
- Ass-Hat Magic Spider (2008)
- Stupid Perfect World (2008)
- Definition Chaos (2009)
- Inoculata (2010)

### Сборници
- Love Is Hell (2008) – с Джъстин Ларбалести, Мелиса Марър, Лори Фариа Столарц и Габриел Зевин